# Chiesa di Santa Maria degli Angeli (Murano)

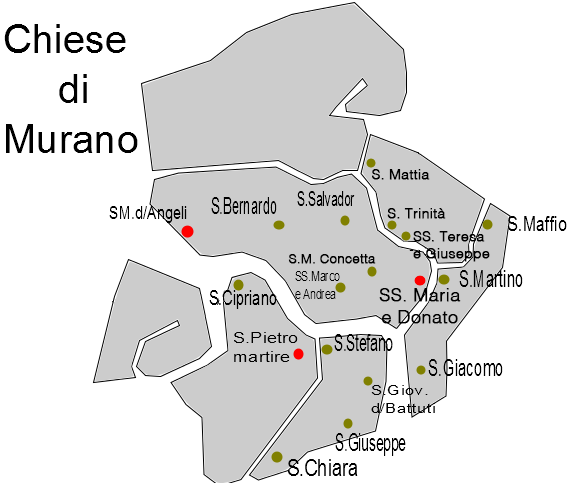

La chiesa di Santa Maria degli Angeli è un edificio religioso dell'isola di Murano, nella città di Venezia. Si affaccia sul campo omonimo a cui si accede dalla fondamenta Venier attraverso un cancello sormontato da un bassorilievo in marmo d'Istria raffigurante L'Annunciazione.

## Storia
Le sue origini risalgono al 1188 quando la pia donna Ginevra Gradenigo, figlia del nobile Marino Gradenigo, costretta monaca da quest'ultimo, fece dono all'abadessa Giacomina Boncio di un terreno con "adiacenti acque" affinché ne edificasse una chiesa e un monastero. Successivamente demolita e poi riedificata, fu riconsacrata nel 1529, grazie ad una Bolla Papale che ne sancì l'unione con la succursale di Santa Maria di Piave di Lovadina, in provincia di Treviso; questa unione arricchì la chiesa e il monastero, tanto da renderla famosa anche in Europa. Fu così che, nel 1574, Enrico III, re di Polonia e da poco re di Francia, già ospite del Doge di Venezia, decise di visitarla, meravigliato e incuriosito dalla fama della Chiesa. L'accoglienza dei muranesi e l'organizzazione dell'evento furono di un fasto senza pari, tanto che accompagnò il sovrano un'imbarcazione a forma di drago appositamente costruita sulla quale i più bravi maestri vetrai forgiavano la pasta vitrea.
Presso il monastero venivano accolte le giovani monache provenienti dalle più nobili famiglie veneziane, una prassi che contribuì ad arricchire sempre di più la chiesa.
Dopo la soppressione del convento (1810), anche la chiesa venne chiusa (1848) e spogliata di molti beni. In seguito al restauro del 1861, venne riaperta al culto nel 1863 e, a cavallo tra la prima e la seconda metà degli anni '90 del XIX secolo, i due lati adiacenti al corridoio furono adibiti a lazzaretto per ospitare le famiglie più povere dell'isola.
Attualmente non fa più parte delle parrocchie di Murano (la Chiesa di San Pietro Martire e la Basilica dei santi Maria e Donato sono rimaste le uniche) ed è visitabile solo su appuntamento.

### Il documento di fondazione
Nel corso dei restauri della Chiesa, appoggiato su mattoni dell'arco che immette nel presbiterio, è stato trovato il documento di fondazione. Si tratta di una piccola lastra di piombo di mm. 210 x 160 x 4, scritta su entrambi i lati, rispettivamente di tredici e dodici righe che riportano i dati essenziali del tempo in cui la Chiesa è stata costruita.
La lastra di piombo si riferisce alla ricostruzione avvenuta alla fine del XV secolo. Viene infatti precisata la data: 1495.
Nel recto sono elencati: Papa Alessandro VI (1492-1503), il Re dei Romani, imperatore del Sacro Romano Impero, Massimiliano l° d'Asburgo (1493-1519), e infine il Doge di Venezia Agostino Barbarigo (1486-1501), il quale molto si adoperò in favore del Monastero dove aveva due figlie monache. Ad esso lasciò molti beni e soprattutto il prezioso dipinto di Giovanni Bellini, la Vergine in trono fra San Marco Evangelista che presenta il Doge Barbarigo e Sant'Agostino Vescovo, capolavoro di squisita bellezza, firmato e datato 1488, che ora si trova nella chiesa di San Pietro Martire. Nel verso è ricordata la ricostruzione, essendo Priora Gabriella Venier, eletta nel 1470, dopo la morte di Cristina Barozzi, elezione confermata il 23 luglio di quell' anno dal Patriarca di Venezia Matteo Gerardo per delega di Papa Paolo II. 
La data 1495 è anteriore di 34 anni al tempo della consacrazione, 16 maggio 1529. Lo stato di conservazione del reperto è tale da permetterne facilmente la lettura. 
Ecco il testo del documento: 
"ANNO CRISTIANE RELIGIONIS MCCCCXCV ALEXANDRO VI PONT[IFICE] MAX[IMO] MAXIMILIANO ROMANORUM REGE AUGUSTINO BARBADICO VENETORUM DUCE QUI SENATUM AC VENETORUM PRINCIPUM AEDES IGNE CONSUMPTAS MAGNIFICENTISSIMAS REDDIDIT." (Nell'anno delle religione di Cristo 1495, essendo Pontefice Massimo Alessandro VI, Re dei Romani Massimiliano, Doge dei Veneti Agostino Barbarigo, il quale restaurò con magnificenza il Senato e i palazzi dei princii veneti distrutti dal fuoco.)
TEMPLUM HOC NUNCIANTE VIRGINI DICATUM GABRIELA VENERIO PRIORISSA A FUNDAMENTIS ERREXIT MONASTERIUMQUE VIRGINUM SUB DIVI AUGUSTINI INSTITUTIONIBUS CHRISTUM PROFITENTIUM TEMPLO ADIUNCTUM EX ELEMOSINIS INSTUARAVIT" (Questo tempio, dedicato alla Vergine dell'Annunciazione, la priora Gabriella Venier ricostruì dalle fondamenta e con offerte riedificò, aggiunto al tempio, il monastero delle vergini che professano Cristo sotto la regola di Sant'Agostino).

## La chiesa

### La facciata
Sulla porta d'ingresso del cortile c'è un bassorilievo con l'Annunciazione: Maria ha le braccia incrociate al seno ed il capo chino, l'arcangelo Gabriele tiene un giglio nella mano sinistra, con la mano destra alzata comunica l'annuncio alla Vergine con un ginocchio piegato a terra; in alto lo Spirito Santo in forma di colomba da cui escono dei raggi di luce che si posano sulla Vergine. Un leggio è frapposto fra Maria e l'arcangelo. È un lavoro prezioso, di molta grazia e bellezza di un autore ignoto che richiama lo stile lombardesco del secolo XV.
Sopra la porta maggiore c'è un altorilievo raffigurante il Padre Eterno. La figura emerge da un gruppo di foglie e tiene nella sinistra un libro; la mano destra mutilata probabilmente portava il globo: forse apparteneva alla primitiva chiesa eretta nel 1187.

### L'interno
Passato il lungo corridoio, e rivolgendo lo sguardo verso l'alto, ci si imbatte in un pregevolissimo soffitto coperto da trentanove tondi dipinti (forse del ravennate Nicolò Rondinelli o forse di Pier Maria Pennacchi) nel 1520 raffiguranti gli Apostoli, sette Profeti, i Simboli degli Evangelisti, i quattro Padri della Chiesa e gli Angeli che circondano la Vergine Incoronata posta al centro.
La chiesa è a navata unica con cinque altari. Il barco delle monache che sovrastava l'entrata è stato demolito.
Nella controfacciata sono presenti due dipinti di Francesco Zugno, la Piscina Probatica e la Vocazione di Levi collocati a destra e a sinistra del portale d'entrata, e un'imponente tela opera di Antonio Molinari, presumibilmente del XVII secolo, che narra un episodio dell'Antico Testamento (Morte di Uzzà fulminato da Dio per aver toccato l'Arca Santa).
Verso l'altare maggiore vi sono intrecci scultorei in marmo di Carrara in pieno stile barocco; l'opera (del Marinali o del Bonazza), risale alla fine del Seicento, come le tre statue che raffigurano le tre virtù teologali Fede, Speranza, Carità.
Imponente è la pala che sovrasta l'altare maggiore: l'opera del Pordenone, datata 1537 circa, raffigurante l'Annunciazione, è una delle migliori prestazioni dell'artista, forse stimolato dal fatto che colui che doveva eseguirla, ovvero il Tiziano, non aveva trovato l'accordo con le monache per il prezzo. Affidata quindi al Pordenone, egli riuscì ad unire eleganza e leggerezza nei volti delle figure ritratte. Sui due piccoli altari laterali al presbiterio, si possono vedere due pale di Giuseppe Porta detto il Salviati: il Noli me tangere e il Cristo deposto dalla Croce.
Altre due opere molto importanti sono la Madonna in gloria e Santi ad opera di Jacopo Palma il Giovane, situata sull'altare della parete destra e la pala di Pietro Damini, la Vergine e i Santi Prosdocimo e Benedetto sita sull'altare della parete di sinistra.
Da non dimenticare infine gli insigni monumenti sepolcrali, come quello del Doge Sebastiano Venier eroe di Lepanto, ora trasferito nella Basilica dei Santi Giovanni e Paolo a Venezia, Lorenzo Contarini morto nel 1566 e Jacopo Soranzo morto a Murano nel 1590, con busto del defunto, opera di Alessandro Vittoria.

## Il convento
Accanto alla chiesa sorgeva un monastero eretto nel 1187 che venne demolito nel 1832. Il monastero era sotto la giurisdizione apostolica della Santa sede e godeva di esenzioni e privilegi incredibili: la abbadessa di questo monastero dava l'investitura a undici parroci della terraferma e a quello di San Salvador di Murano, essendo tali chiese sotto il juspatronato di questo monastero. Il parroco eletto veniva condotto davanti al patriarca di Venezia il quale, se lo considerava idoneo, lo muniva di una attestato che lo dichiarava tale. Con tale documento il candidato si ripresentava alla badessa per ricevere la solenne investitura. Il neoparroco si inginocchiava davanti alla badessa che gli poneva l'anello al dito ed il berretto sul capo; poi doveva recitare le preghiere e giurare fedeltà al vangelo ed alla badessa stessa che alla fine gli rilasciava una bolla firmata anche dal suo cancelliere. L'investito prendeva le chiavi della nuova chiesa dopo aver assistito ad una cerimonia solenne celebrata dal vicario abbaziale di Santa Maria di Piave in Lovadina in nome della priora di Santa Maria degli Angeli di Murano. 
Verso il 1590 la comunità ospitava oltre sessanta monache appartenenti al più potente ed illustre patriziato di Venezia. È quindi agevole pensare come su questo convento convergesse la affettuosa attenzione della nobiltà e del governo ed affluissero i mezzi per dotarlo di quelle comodità che ne rendessero più gradito il soggiorno, gareggiando nello splendore con le case da cui le monache provenivano. Attratti da tanto fasto convennero nell'isola i Vivarini, Giovanni Bellini, Tiziano, il Pordenone, Paolo Veronese, Jacopo Palma il Giovane, Francesco Salviati, Pier Maria Pennacchi ed altri famosti pittori tanto che la chiesa divenne in breve ricca d'opere d'arte. Nel 1823, con la soppressione dell'ordine religioso, quasi tutti i preziosi dipinti vennero spostati nella chiesa di San Pietro Martire di Murano. Il monastero venne abbattuto nel 1832.
Il monastero godette fino agli ultimi anni di una rendita annua di 15.000 ducati.

## Curiosità
Nel convento di Santa Maria degli Angeli di Murano erano accolte delle giovani che appartenevano alle più nobili e ricche famiglie veneziane alle quali non era stato dato un marito per non disperdere il patrimonio familiare. Era un convento di Agostiniane Celestine dove non esisteva la clausura e durante il giorno chiunque poteva entrare ed uscire.
Le chiamavano Agostiniane Celestine o anche Turchine a causa del colore blu cielo della loro divisa, del mantello, delle cuffie o del velo che svolazzava sulle loro spalle. Avevano il copricapo, il copricollo e il copribusto bianchi, come pure il grembiale che indossavano quando lavoravano.
Giacomo Casanova racconta la lunga avventura con una suora di questo convento, che indica con il nome di M.M., iniziata il giorno di Tutti i Santi del 1753; nelle sue memorie racconta i suoi incontri avventurosi e riporta alcune sue lettere che avrebbe ricevute. Malgrado tutte le ricerche effettuate non è ancora stato possibile identificare questa monaca anche perché il Casanova ha cancellato dal manoscritto il nome di M.M. che da una attenta lettura e ricostruzione sembra essere Matilde.

## Opere già in Santa Maria degli Angeli
- Giovanni Bellini, Vergine in gloria e santi, oggi alle Gallerie dell'Accademia.

Nella chiesa di San Pietro Martire a Murano sono state portate le seguenti opere:
- Giovanni Bellini, Madonna con Bambino, tra San Marco, il doge Agostino Barbarigo, Sant'Agostino e angeli musicanti, 1488:
- Bartolomeo Vivarini, San Cristoforo, 1491;
- Paolo Caliari il Veronese, San Girolamo eremita;
- Scuola del Tiziano, San Giovanni Battista e Vincenzo Serena;
- M.A. Dal Moro, Deposizione dalla croce;
- G.A. Da Lodi, Madonna fra San Giovanni Battista, San Giorgio e due vescovi;
- Giuseppe Porta il Salviati, Deposizione dalla Croce;
- B. Licinio,  Beata Vergine tra San Lorenzo, Sant'Orsola e il procuratore L. Pasqualigo.

## Galleria d'immagini

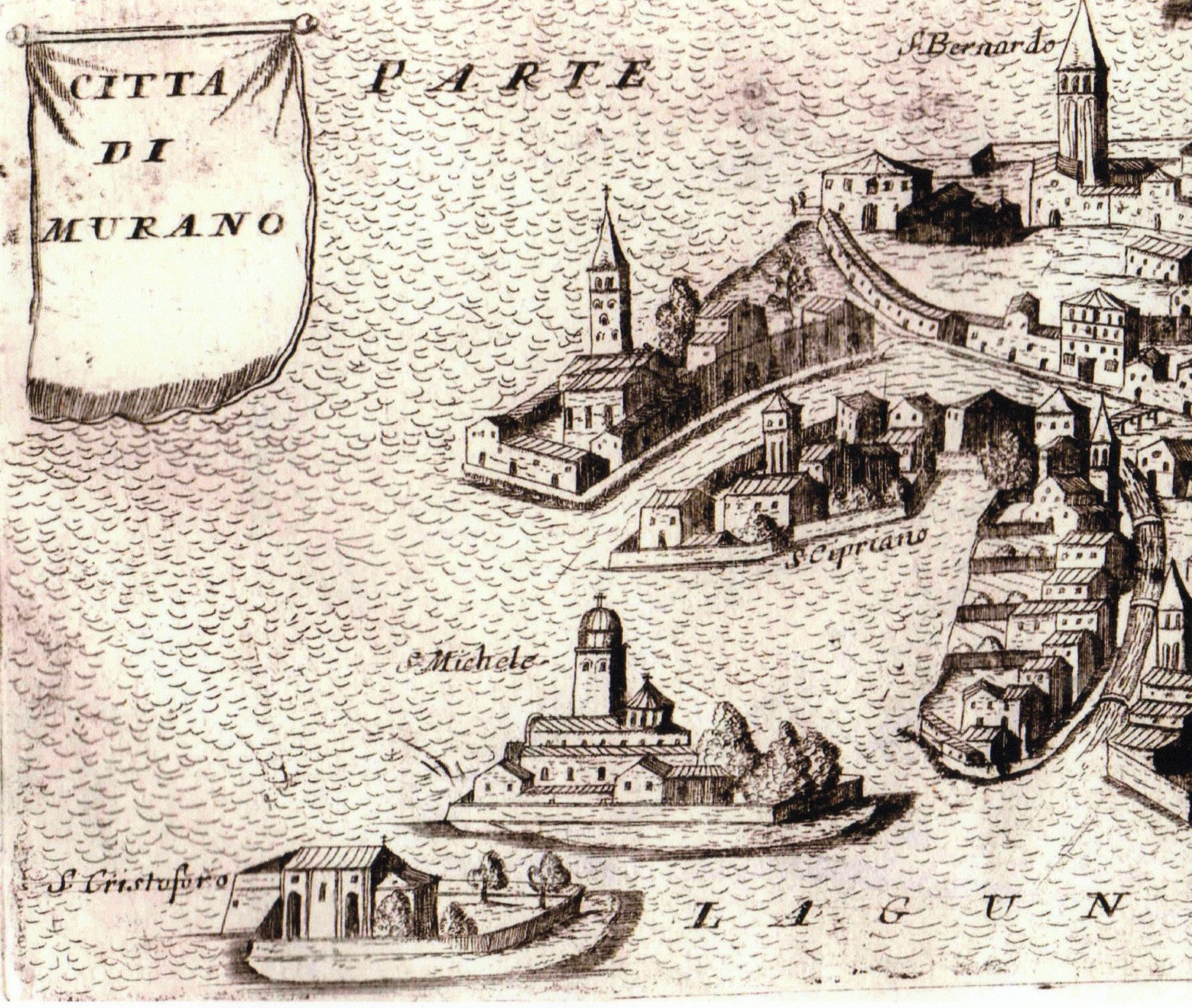
Vincenzo Coronelli, Singolarità di Venezia, 1708, particolare
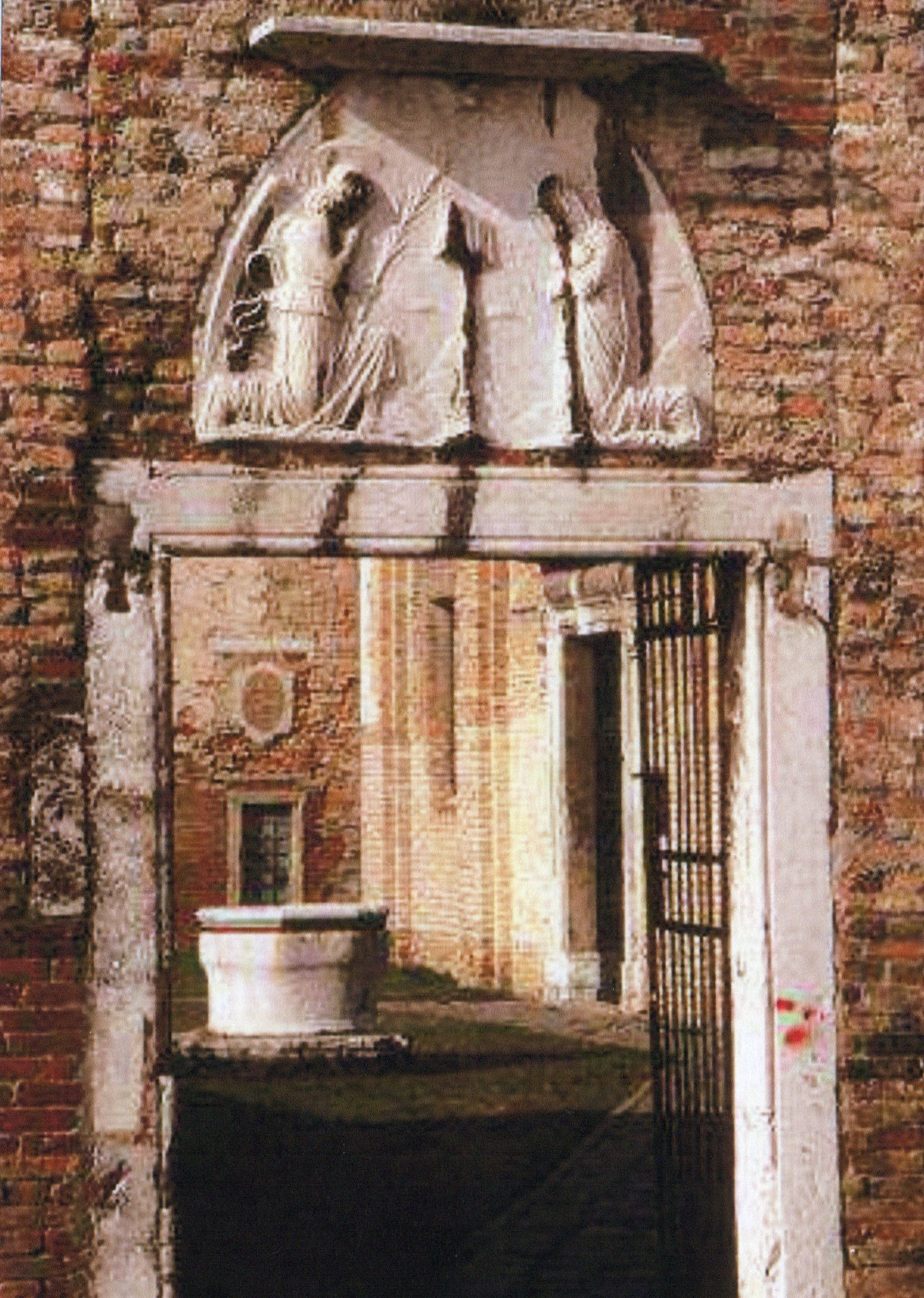
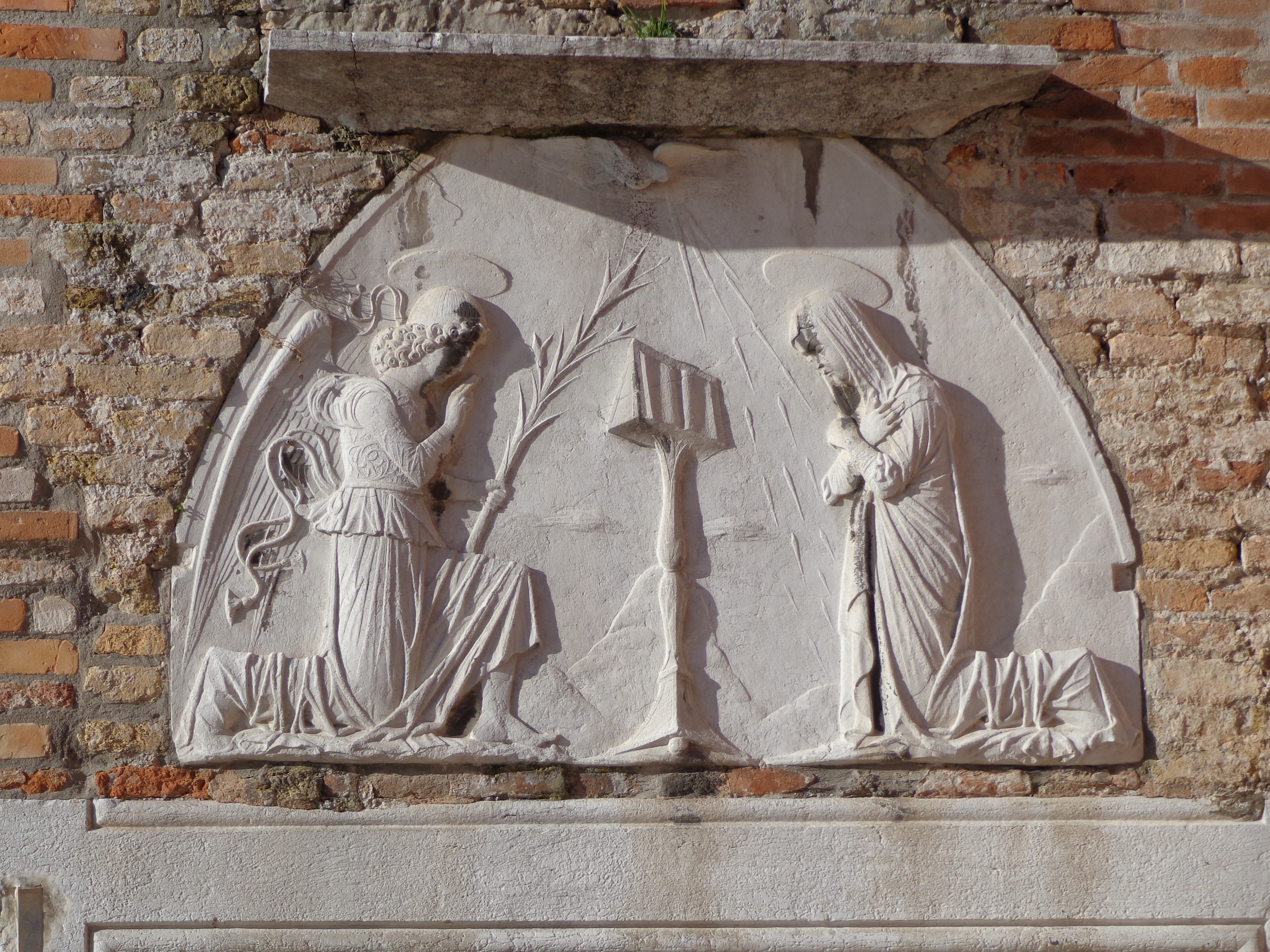
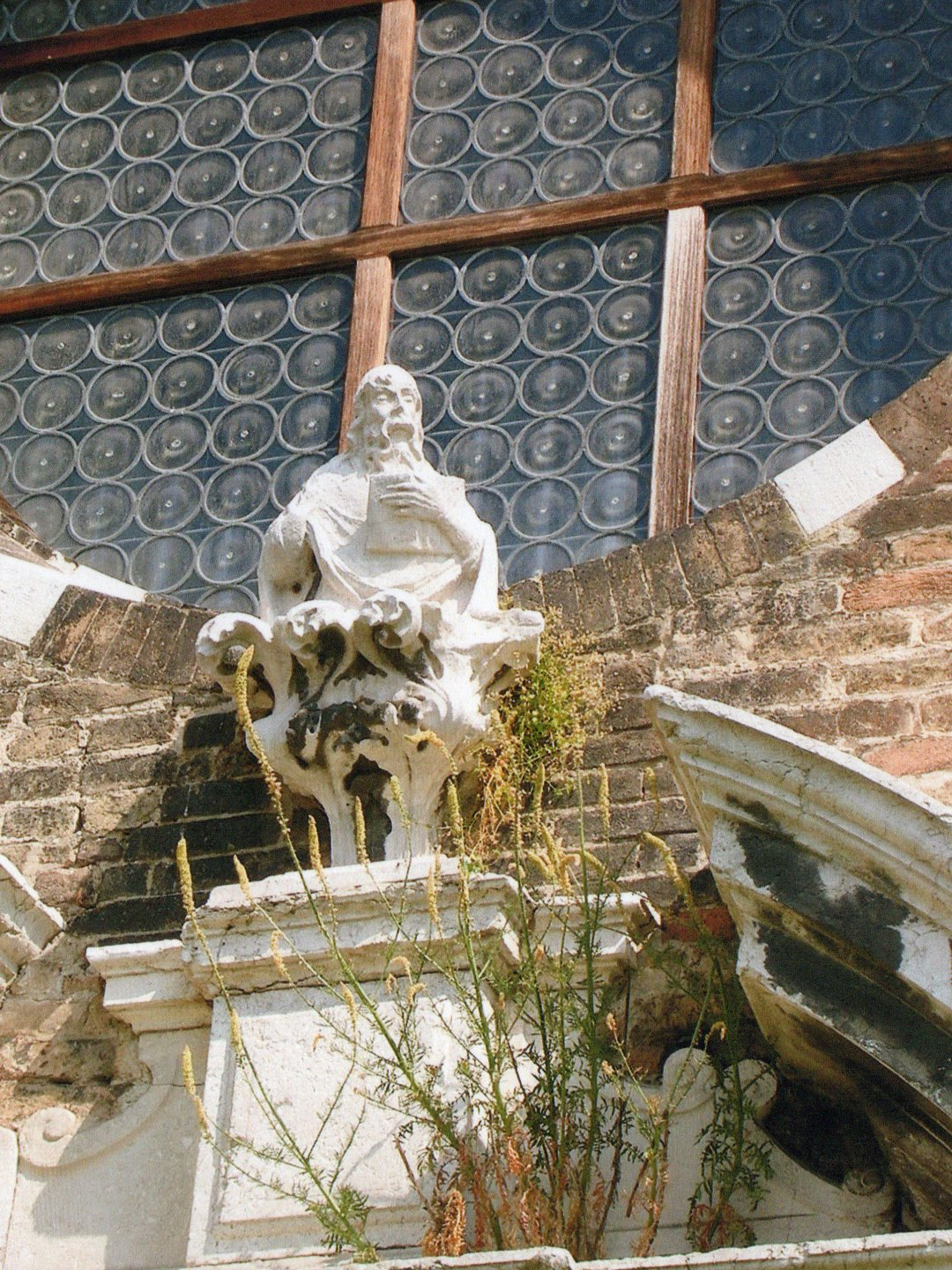
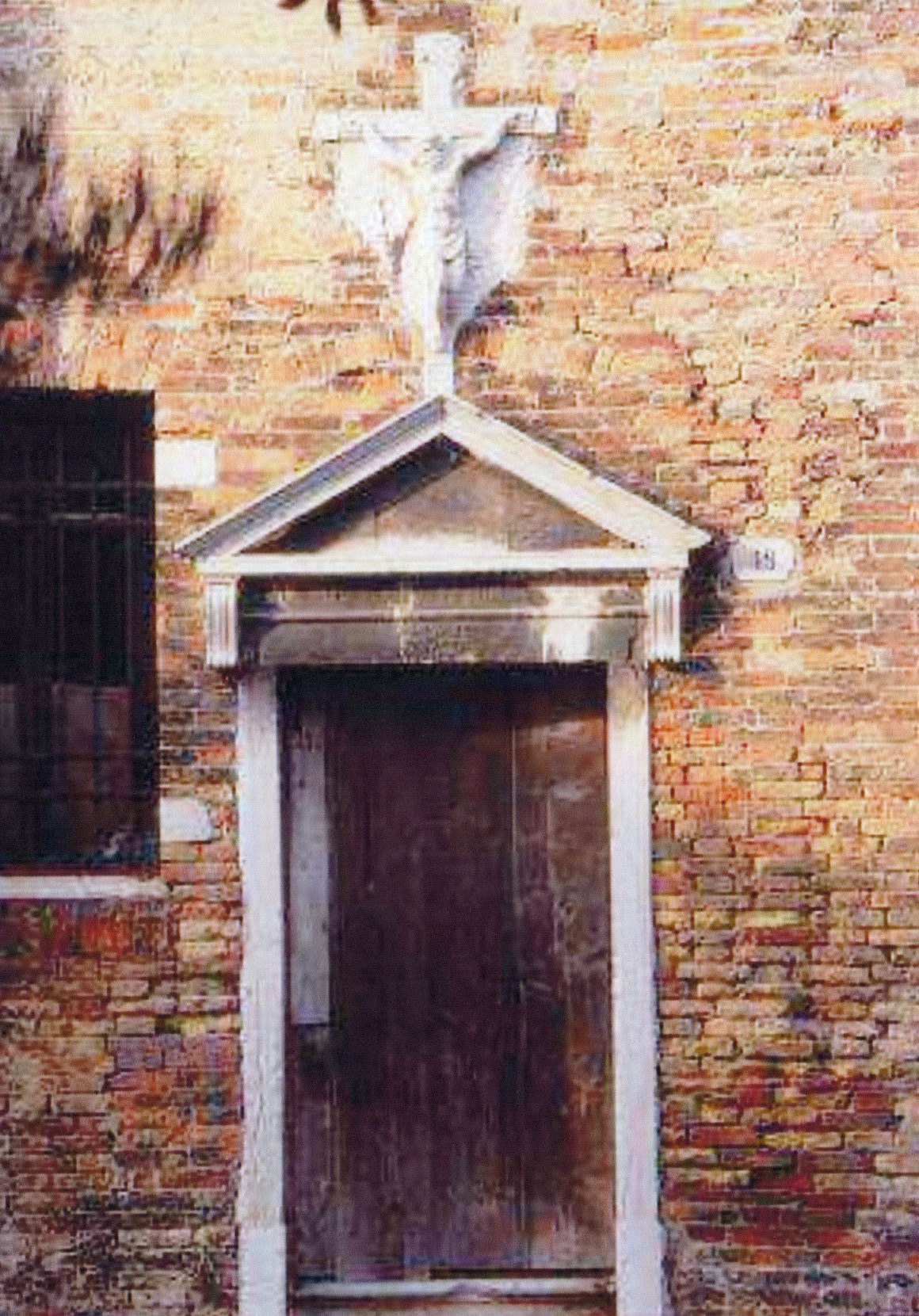
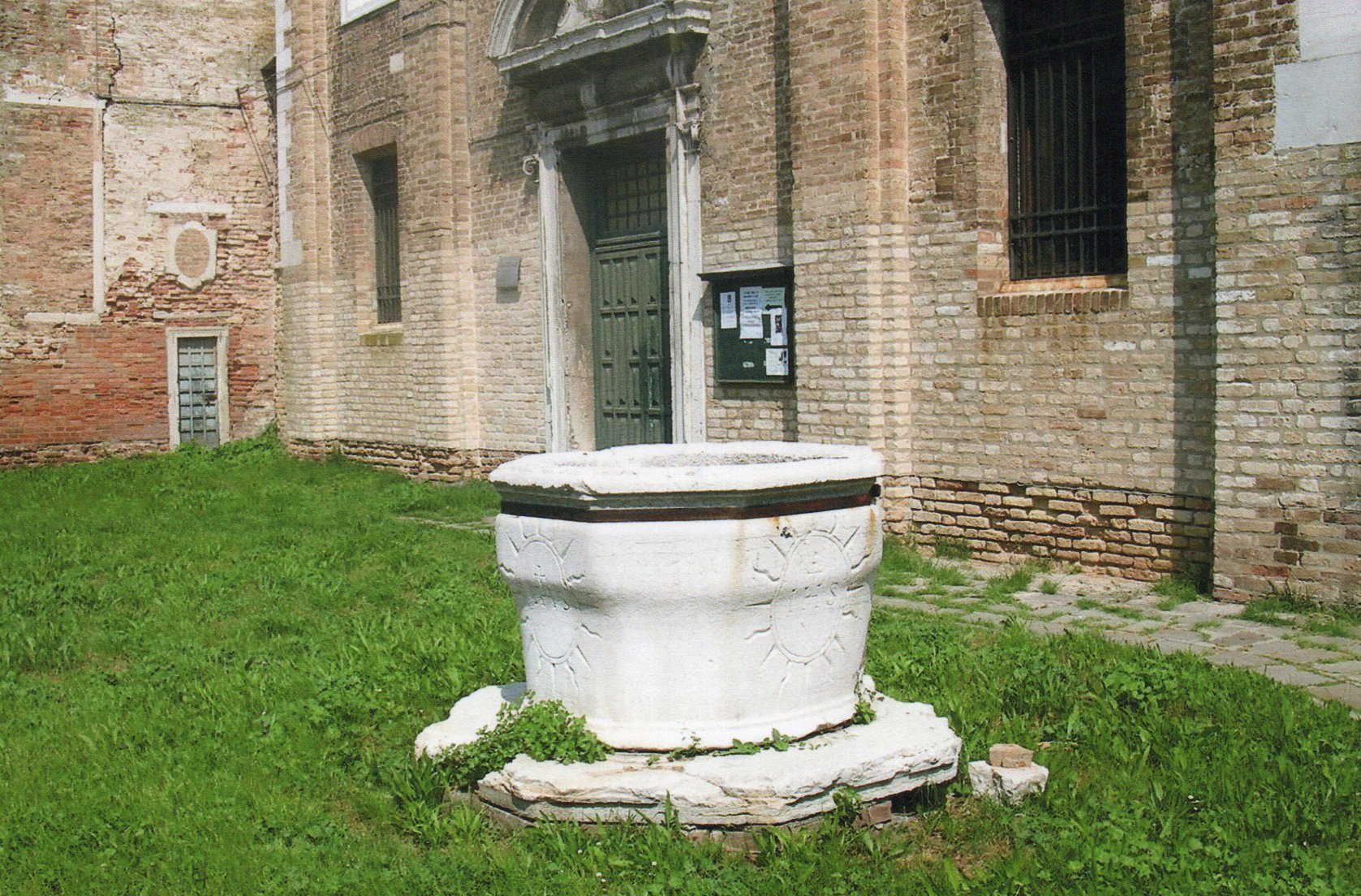
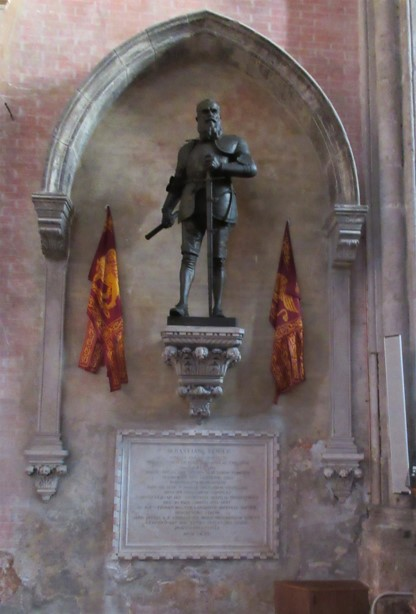
Doge Sebastiano Venier, Santi Giovanni e Paolo a Venezia
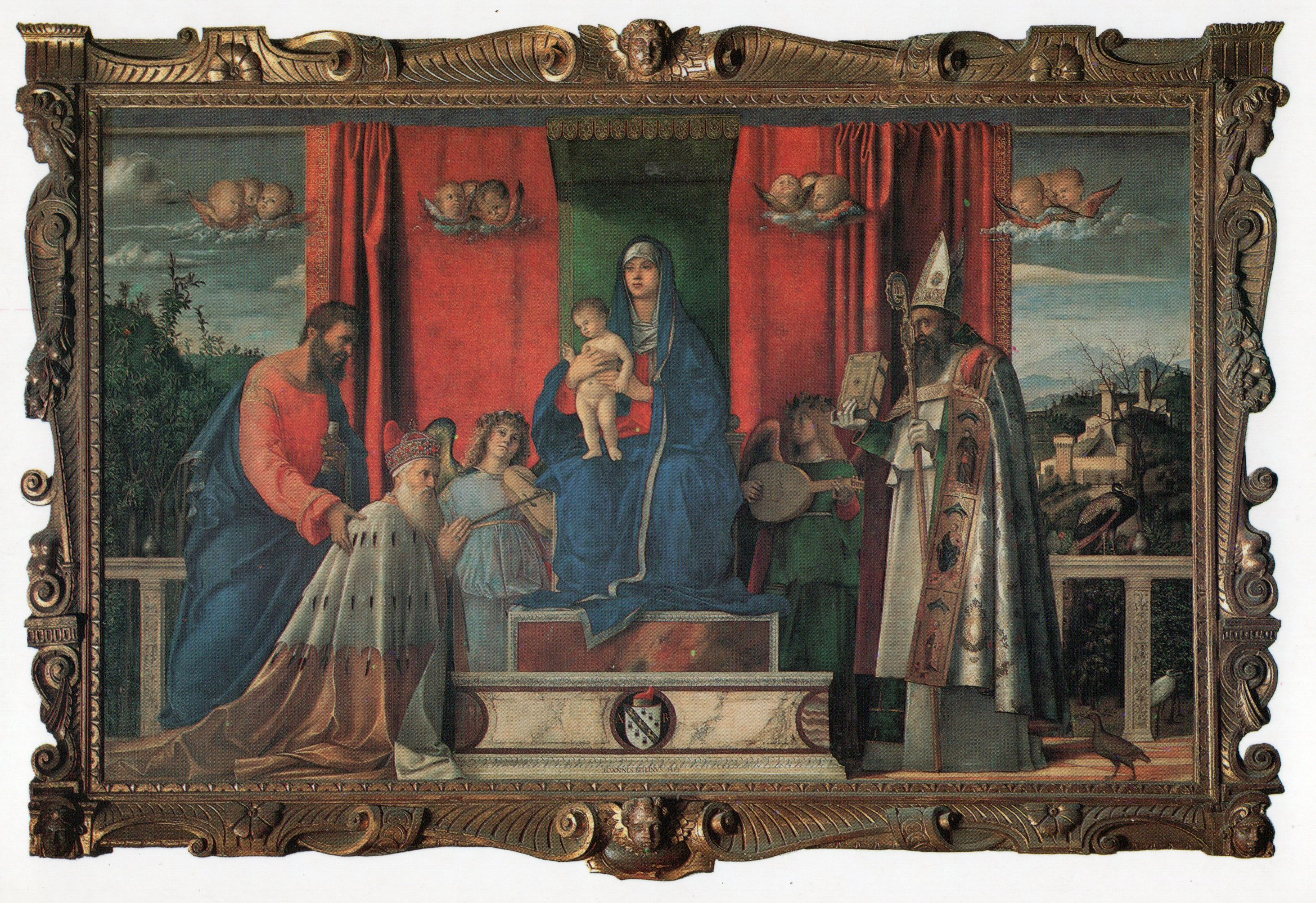
Giovanni Bellini, 1488, San Pietro Martire di Murano